# Dan Söderström
Dan Söderström, född 5 april 1948 i Horndal, är en svensk före detta ishockeyspelare som spelade för Leksands IF under större delen av sin karriär.
Dan Söderström blev hockeyfostrad i Horndals IF och spelade för dem i division 3 under åren 1963 till 1966. Med Leksands IF spelade han sen i den högsta serien från 1966 till 1981 och blev svensk mästare fyra gånger. Han har under sina 525 matcher med Leksand, lyckats göra 255 mål vilket placerar honom som tvåa i Leksands interna målstatistik efter Mats Åhlberg. Dan Söderström gjorde flest passningspoäng i Elitserien 1977 och 1978.
Dan Söderström spelade i fem internationella turneringar och lyckades ta medalj i samtliga av dem. Han blev invald i Svenska All Star team fyra gånger - 1973, 1974, 1975 och 1980. Han är Stor grabb i ishockey nummer 89. 
Dan Söderström är far till Johan Söderström, som också är en elitspelare i ishockey, samt till Fredrik Söderström, som är bisittare och expert i TV4s hockeysändningar. Dan Söderströms tröjnummer 15 sitter numera i taket på Tegera Arena